# أبو خلقة (قرية)
قرية أبو خلقة هي إحدى القرى التابعة لمركز دير مواس بمحافظة المنيا في جمهورية مصر العربية. حسب إحصاءات سنة 2006، بلغ إجمالي السكان في أبو خلقة 4019 نسمة، منهم 2002 رجل و2017 امرأة.